# Żinwali
Żinwali – osiedle typu miejskiego w Gruzji, w regionie Mccheta-Mtianetia. W 2014 roku liczyło 1828 mieszkańców.